# Rallina
Rallina là một chi chim trong họ Rallidae.

## Các loài
- Rallina canningi - gà nước Andaman.
- Rallina eurizonoides - gà nước họng trắng.
- Rallina fasciata - gà nước họng nâu.
- Rallina tricolor - gà nước cổ đỏ.

## Chuyển đi
4 loài khác trước đây được xếp trong chi này, nhưng hiện nay được coi là không thuộc về Rallina mà có quan hệ họ hàng gần với Sarothrura hơn và được tách ra thành chi Rallicula thuộc họ Sarothruridae. Chúng bao gồm:
- Rallina rubra: Rallicula rubra
- Rallina leucospila: Rallicula leucospila
- Rallina forbesi: Rallicula forbesi
- Rallina mayri: Rallicula mayri